# 克里斯·莫里斯
克里斯托弗·沃纳德·莫里斯（英語：Christopher Vernard Morris，1966年1月20日—），美国NBA联盟前职业篮球运动员。他在1988年的NBA选秀中第1轮第4顺位被新泽西篮网选中。